# Rückkehr ins Paradies
Rückkehr ins Paradies ist ein US-amerikanischer Abenteuerfilm von Regisseur Mark Robson aus dem Jahre 1953 mit Gary Cooper in der Hauptrolle.

## Handlung
Der alternde Morgan kommt mit einem Schiff auf einer Südseeinsel an. Bereits bei der Ankunft kommt es zu einer Auseinandersetzung mit den Gefolgsleuten eines Pastors. Die Einheimischen sind beeindruckt. Er bleibt auf der Insel und erfährt, dass die Inselbewohner von dem strengen Pastor Corbett unterdrückt werden.
Morgan bringt die Einheimischen dazu, sich von der Herrschaft des Pastors zu lösen. Die Männer des Pastors werden vertrieben. Der Pastor sieht seine übertriebene Härte ein. Während eines Festes begegnet er der jungen Eingeborenen Maeva. Sie verlieben sich ineinander.
Trotz der gemeinsamen glücklichen Zeit und obwohl Maeva schwanger ist, macht er ein kleines Boot seetüchtig, um weiterzureisen. Bei der Abreise fährt ihm Maeva zu weit nach und kentert. Morgan kann sie retten. Sie bringt ein gesundes Mädchen zur Welt und stirbt nach der Geburt. Er verlässt die Insel.
Jahre später trifft Morgan zufällig auf einen erwachsenen Inselbewohner. Er kehrt zur Insel zurück, um seine nun erwachsene Tochter Turia zu sehen. Beim Absturz eines Flugzeuges kann er den jungen Amerikaner Harry Faber retten. Es kommt zu einer Romanze zwischen seiner Tochter und dem Piloten. 
Morgan, der dieser Verbindung nicht traut und fürchtet, dass Turia in ihr Unglück rennt, versucht Harry zum Verlassen der Insel zu bewegen. Der Pastor greift helfend ein und bewirkt bei Morgan ein Umdenken.

## Kritiken
„Umständlich erzähltes Südseeabenteuer.“

## Hintergrund
Das Drehbuch von Charles Kaufman basierte auf der Erzählung Mr. Morgan von James A. Michener, die in seinem Kurzgeschichtenroman Return to Paradise erschien. 
Für Hauptdarsteller Gary Cooper war es die einzige Zusammenarbeit mit Regisseur Mark Robson und sein erster Film, den er vollständig außerhalb der USA in Westsamoa drehte. 
Die United Artists brachte den Film 1954 in die bundesdeutschen Lichtspielhäuser. In dieser bis heute gebräuchlichen Synchronfassung bekam Gary Cooper die Stimme von Wolfgang Lukschy.